# Валентин Старчев
Валентин Дечев Старчев е български скулптор, художник и преподавател в Университета по архитектура, строителство и геодезия.

## Биография
Роден е на 14 август 1935 година. Дядо му Софроний, произхожда от видния мияшки резбарски род Филипови. В началото на 50-те години е спринтьор, състезател в националния отбор по лека атлетика. Заедно с Ангел Колев, Ангел Гавраилов и Михаил Бъчваров е съавтор на 5 национални рекорда в щафетните бягания на 4х100 и 4х400 метра. Старчев има и няколко индивидуални победи на 100 и 200 м, а на 400 м поставя национален рекорд – 48.6 секунди.
Завършва ВИИИ „Николай Павлович“ (Художествената академия) в София през 1959 г. в класа на проф. Марко Марков. Работи в много жанрове на изобразителното изкуство, но е известен най-вече с монументалната си пластика. През 1961 г. печели ІІ награда на I младежка изложба с композицията – „Борци“, откупена от Русенската галерия.
От 1964 г. преподава моделиране в катедра „Рисуване“ на Архитектурния факултет във ВИАС, доцент (1976) и професор (1982). От 1985 г. е ръководител на катедра „Рисуване и моделиране“.
Член на Управителния съвет на Съюза на българските художници от 1979 г.

## Творчество
Творчеството му обхваща кавалетна скулптура, декоративни и монументални композиции в синтез с архитектурата, портрети, ордени, монети.
Автор е на много паметници и монументални творби, сред които:
- Братска могила на падналите за свобода в Плевен, с арх. Христо Ковачев (1978)
- Братската могила в Стара Загора
- Декоративни пана, в „Гранд-Хотел София“, София
- Декоративни пана, ВИАС, София (1980)
- Декоративни пана, Културен комплекс Правец (1981)
- Декоративни пана, Културен дом Чипровци
- Паметник на съпротивата в Морската градина, Бургас, с арх. Богдан Томалевски и арх. Никола Антонов, (1981)
- „1300 години България“ пред НДК в София (1981)
- Паметник на хан Тервел – гр. Тервел
- „Раждането на Партията“ – стена с релеф, врачански варовик, бронз, размери 15.00/6.00 м Дом-паметник на партията на връх Бузлуджа, арх. Георги Стоилов, (1981)
- Паметник на Леонид Брежнев (разрушен), София, с арх. Богдан Томалевски, (1981)
- Паметник на Георги Димитров във Варна (1982)
- Паметник на Георги Димитров в Будапеща (1983)
- Паметник „Раненият Пегас“ в памет на загиналите български писатели пред СБП, София,
- Паметник на 14-те изгорели войници на околовръстния път на София (само бронзовата част)
- Паметник на Пенчо Славейков (бюст) – гр. Брунате, Италия
- Паметник на Капитан Петко войвода (бюст) на Алеята на Гарибалдийците в Рим
- Паметник на митрополит Методи Кусев – гр. Стара Загора
- Паметник на Васил Левски (бюст) – гр. Цариброд (Димитровград), Сърбия
- Бюст-паметник на Петко Стайнов (2022) – Алея на творците в Борисовата градина, София[2]

Кавалетни творби:
- „Гълъби“, монументална пластика, Експо'70, Осака, Япония
- „Покръстване“, Софийска градска художествена галерия, София (1972)
- „Разсрел“, Художествена галерия Стара Загора (1973)
- „Пиета“, Национална художествена галерия, София (1974)
- „Леяр“, Музей за съвременна скулптура на открито Мидълхайм (Middelheim Open Air Sculpture Museum), Антверпен, Белгия (1976)
- „Леяр“, Софийска градска художествена галерия, София (1976)
- „Реквием“, Софийска градска художествена галерия, София (1977)
- „Клокотница 1230“, Художествена галерия Велико Търново (1978)
- „Скок“, Олимпийски съюз, Москва, Русия (1980)
- „Ленин“, в градината на Националната художествена галерия (преместен), София
- „Пиета“ (малка пластика), Ватикан (1983)
- „Почивка“, Музей Лудвиг (Ludwig Forum für Internationale Kunst), Аахен, Германия
- „Орфей и огънят“, Музей Лудвиг (Ludwig Forum für Internationale Kunst), Аахен, Германия
- „Книжовник“, посолство на България в Ню Делхи, Индия
- „Книжовник“ (малък формат), Кралска сбирка, Мадрид, Испания
- „Вик“, Фондация Артдиалог, Париж, Франция

В колектив Старчев е автор на монетата „Св. Климент Охридски“ и на ордените „Стара планина“ и „13 века България“
Участвал е в общи художествени изложби и в представителни колективни изложби на българското изкуство в Австрия, Индия, Италия, Полша, Сирия, СССР, Унгария, Франция, ФРГ (Западна Германия), Холандия, Чехия и др.
Валентин Старчев е организирал самостоятелни изложби в България (София, Стара Загора, Созопол, Ловеч, Пловдив), Австрия (Виена), Дания (Копенхаген), Франция (Париж), Япония, Латвия.

## Награди и отличия
- Народен художник (1986).
- Орден „Народна република България“ ІІ степен (1985)
- Димитровска награда (1980)